# 孔祗
孔祗（3世紀—？），字承祖，会稽山阴人，孔子二十五代孙，孔恬之子，孔愉之弟。
孔祗获会稽太守周札任命为功曹史，周札被沈充杀害后，周札的故人和宾客没有敢靠近的。孔祗不顾刀兵而号哭，亲自参与周札的葬礼，将周札送丧回到义兴，时人称赞他。